# Karim Wade
Pour les articles homonymes, voir Wade.
Karim Meïssa Wade, né le 1er septembre 1968 à Paris, est un homme politique sénégalais.
Il est le fils du président de la République Abdoulaye Wade, qui le nomme en 2009 ministre d'État, de la Coopération et des Transports. Candidat malheureux aux élections municipales de Dakar en 2009, il est à un moment pressenti pour succéder à son père à la présidence. Il quitte le gouvernement après la défaite de celui-ci, en 2012.
En 2013, il est incarcéré pour enrichissement illicite à l'issue d'un procès controversé. Gracié en 2016 par son opposant le président Macky Sall tout en restant condamné à payer une amende, il part en exil au Qatar. Il est le candidat déclaré de son parti, le Parti démocratique sénégalais (PDS), pour les élections présidentielles de 2019 et de 2024 mais sa candidature est invalidée à chaque fois.

## Biographie

### Dans l'ombre: Paris, Londres
Né dans le 15e arrondissement de Paris, Karim Wade est le fils d'Abdoulaye Wade et de son épouse française, née Viviane Vert,. Il a une sœur cadette prénommée Sindiély. À Dakar, le jeune garçon fréquente l'École franco-sénégalaise de Fann, puis le Cours Sainte-Marie de Hann. Lorsqu'il entre en classe de seconde, il devient interne dans un établissement privé français, Saint Martin de France, à Pontoise. C'est là qu'il obtient son baccalauréat, dans une filière dédiée aux sciences économiques (B). Peu de publications témoignent de cette période et Abdoulaye Wade, dans sa volumineuse autobiographie, ne fait pratiquement aucune référence à son fils.
À la sortie du lycée, Karim Wade entreprend des études supérieures à l'université Paris 1 Panthéon-Sorbonne, où, après une maîtrise en sciences de gestion (MSG) qu’il valide en 1991, il prépare un DESS en ingénierie financière qu'il obtient en 1995 avec un mémoire intitulé Utilités et perspectives de développement du corporate governance en France et coécrit avec sa sœur cadette. C'est aussi à la Sorbonne qu'il fait la connaissance d'une jeune Française, Karine, qu'il épouse et avec laquelle il a trois filles (3, 5 et 7 ans en 2009). Karine Wade est morte le 10 avril 2009. En marge de ses études, il s'implique dans le combat politique de son père et, à Paris, il participe à des réunions à la permanence du PDS, à des manifestations, et distribue des tracts avec sa sœur, également étudiante.
Dans le cadre de son DESS, il a effectué son stage de 6 mois à Paris, à la Société de banque suisse qui lui propose dans la foulée un poste de cadre au département fusion-acquisition qu'il occupe pendant un an, avant d'être recruté à Londres par la banque d'affaires UBS Warburg, une filiale de l'UBS (en 1998 la Société de banque suisse fusionne avec l'Union de banques suisses pour former l'UBS). Ses activités se situent dans le secteur des mines, dans le conseil à plusieurs gouvernements africains, mais aussi en relation avec des sociétés multinationales telles que De Beers (diamants), Anglo American (mines) ou Texaco (pétrole).

### Tournant de l'année 2000
Après s'être présenté sans succès aux élections présidentielles de 1978, 1983, 1988 et 1993, Abdoulaye Wade décide de briguer à nouveau le mandat présidentiel en 2000. Fin 1999, Karim Wade rentre à Dakar et aurait participé activement à la campagne électorale. La victoire de son père à l'élection présidentielle de 2000 fait sortir Karim de l'anonymat et la ressemblance physique avec son père, et se penchant sur ses goûts et sa personnalité. Le fils du nouveau président retourne néanmoins à Londres où il est promu directeur associé, avec de substantiels avantages, au sein de UBS Warburg.
Il effectue de fréquentes navettes entre Londres et Dakar, puis décide en 2002 de s'installer au Sénégal pour travailler dans l'administration de son père. Il est nommé conseiller personnel du président de la République, chargé de la mise en œuvre de grands projets, tels que le futur Aéroport international Blaise Diagne (AIBD) prévu à Diass, la restructuration des Industries chimiques du Sénégal (ICS) ou la mise en place d'une zone économique spéciale intégrée dans la capitale, devenant ainsi son homme de confiance, son expert financier, son watchdog – selon la formule d'Abdoulaye Wade lui-même.

### 2008: entrée en scène internationale

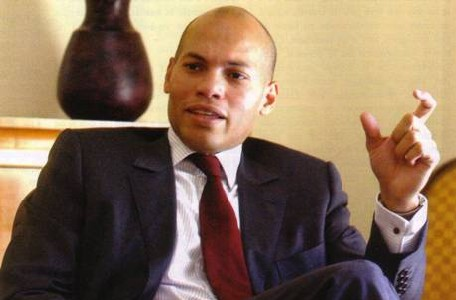
Karim Wade en 2008.

Jusque-là chargé de dossiers plutôt techniques, Karim Wade franchit une étape lorsqu'en juin 2004, il est nommé président de l'Agence nationale de l'Organisation de la conférence islamique (ANOCI) avec pour mission de préparer et d'organiser le onzième sommet de l'OCI devant réunir quatre ans plus tard à Dakar les responsables de 57 pays musulmans. Pour le président Wade il s'agit d'attirer les investisseurs arabes afin de mieux prendre ses distances à l'égard de la France et des États-Unis. Sans doute voit-il aussi dans l'événement une remarquable « rampe de lancement politique » pour son fils qui négocie les contrats, voyage et devient l'interlocuteur privilégié des pays du Moyen-Orient.
Les travaux gérés par l'ANOCI prennent du retard et leur gestion suscite des questions de la part des députés qui souhaitent auditer Karim Wade. La demande de la commission des finances de l'Assemblée nationale est validée par le président de l'Assemblée, Macky Sall en octobre 2007. La gestion du mouvement créé en 2006, avec Abdoulaye Baldé qui était alors secrétaire général de la présidence de la République, «La Génération du Concret», suscite aussi certaines interrogations,. Cette convocation déplait au président Abdoulaye Wade qui l'annule et s'en prend à Sall qui est destitué de ses fonctions l'année suivante.
Sur le terrain, les infrastructures promises ne sont pas toutes achevées à temps, mais le sommet de l'OCI a bien lieu les 13 et 14 mars 2008 sans incident majeur et Karim Wade s'est trouvé sous les feux des médias : pour le seul mois de décembre 2007, 24 couvertures de périodiques et plus de 200 articles de presse lui avaient déjà été consacrés. Néanmoins, avec le recul, la gestion de l'évènement apparaît opaque et incertaine. À la fin de l'année 2008, la France a dû consentir à l'État sénégalais un prêt de 125 millions d'euros – soit l'équivalent d'une année d'aide publique au développement.
En 2007, l’artiste Tiken Jah Fakoly a prononcé un discours sur scène sommant le fils du Président de se justifier sur les accusations de corruption dans le cadre de la gestion de fonds publics. Le chanteur faisait part de son regret de voir Karim Wade refuser de se rendre aux convocations. Abdoulaye Wade, alors Président, l’a fait interdire d’entrée sur le territoire Sénégalais en réaction à ce discours, après lui avoir confisqué son passeport qui lui sera finalement remis,.

### 2009: élections à Dakar
Le bilan officiel des élections régionales, municipales et rurales du 22 mars 2009 indique une défaite du camp présidentiel. Karim Wade, qui est candidat à la mairie de Dakar sur la liste SOPI 2009, est battu dans son propre bureau de vote et perd la mairie d'arrondissement,.
Il est nommé ministre d'État par son père, en mai 2009, malgré ses déboires électoraux. Le 5 octobre 2010, il est nommé ministre de l'Énergie par son père, en remplacement de Samuel Sarr, ancien dirigeant de la société nationale d'électricité (Sénélec) qui occupait le poste de ministre depuis trois ans.
Ministre d'État, ministre de la Coopération internationale, de l'Aménagement du territoire, des Transports aériens et des Infrastructures de 2009 à 2012, surnommé « ministre du Ciel et de la Terre », en référence au « super ministère » que son père lui a attribué, il fait l'objet d'une impopularité croissante et symbolise la dérive affairiste des années Wade.
Il figure parmi « les 100 personnalités qui feront l’Afrique en 2009 », selon l'hebdomadaire Jeune Afrique. Cette liste compte aussi bien Zine el-Abidine Ben Ali, l’ancien président Tunisien, ainsi qu’Abdelaziz Bouteflika. Karim Wade est nommé dans la section « leaders et décideurs ».

### Ambitions présidentielles
Même si Abdoulaye Wade, né en 1926, n'exclut pas de se représenter à l'élection de 2012 et met volontiers en avant la remarquable longévité des membres de sa famille (son propre père est décédé à 99 ans), les spéculations sur sa succession vont bon train au Sénégal et ailleurs. Les anciens Premiers ministres Idrissa Seck et Macky Sall ont longtemps fait figure de successeurs potentiels, mais sont tombés en disgrâce, notamment à la suite des accusations portées à l’encontre du fils du président.
L'« irrésistible ascension de Karim Wade », les ambitions qu'on lui prête chaque jour davantage ne sont pas du goût de tous. Certains, comme le journaliste Abdou Latif Coulibaly ou l'ancien ministre et leader du PIT, Amath Dansokho, l'accusent d'affairisme, voire de détournements de fonds publics, et dès lors les procès en diffamation se sont succédé depuis quelques années. D'autres, notamment les milieux populaires, ne le jugent « pas assez sénégalais ». On lui reproche en particulier d'avoir vécu la plus grande partie de sa vie à l'étranger et de ne maîtriser aucune des langues nationales du Sénégal, tout particulièrement le wolof, parlé par la majorité de la population. « Si Karim veut être président, il doit parler le wolof », titrait à la une L'Idéal, un journal populaire. Selon le quotidien d'opposition Wal Fadjri, la mise en avant récente d'un second prénom Meïssa (celui de son arrière-grand-père paternel) viserait à renforcer son identité sénégalaise aux yeux du peuple. D'autres remarquent que le candidat potentiel ne ménage pas sa peine pour affirmer sa « sénégalité » (tenues traditionnelles, goûts musicaux affichés, dévotion musulmane…). Après le décès de sa femme d'origine française, il prend une épouse sénégalaise le 30 décembre 2009.
Selon le site d'information sénégalais Wadeukeubi, il aurait confié la gestion de son image au publicitaire marocain Richard Attias, spécialiste de communication événementielle et responsable depuis 1994 de l'organisation du Forum économique mondial de Davos[source insuffisante]. En 2018, la cour des comptes épingle la société de Richard Attias dans sa gestion du Port autonome de Dakar pour le compte de l’Anoci en 2008. Il est en effet reproché certaines dépenses douteuses, comme la location d’un bateau de luxe,,.
Dans le cadre des révélations de télégrammes de la diplomatie américaine par WikiLeaks, Abdoulaye et Karim Wade sont décrits comme plus occupés à « ouvrir la voie à une succession présidentielle dynastique » et à tirer les ficelles du « monde machiavélique de la politique sénégalaise » qu'à « s'attaquer aux problèmes urgents » que sont « le prix élevé des denrées de première nécessité, les coupures électriques fréquentes ou la périlleuse émigration des jeunes vers l'Espagne ». L'ambassadrice note que « Karim est aujourd'hui surnommé "Monsieur 15 %" alors qu'au début de 2007, on l'appelait "Monsieur 10 %" ».
Même après ses condamnations et son départ en exil au Qatar, Karim Wade reste le candidat du PDS, le parti de son père, pour l'élection présidentielle de 2019,. Pour pouvoir se présenter à l'élection présidentielle, Karim Wade doit être inscrit sur les listes électorales sénégalaise. Toutefois, le code électoral sénégalais interdit à un Sénégalais condamné à une peine de 5 ans ou plus de s'inscrire sur les listes électorales. La demande de Karim Wade est refusée par la direction générale des élections début juillet 2018,.
Le 6 novembre 2018, ses avocats introduisent une requête auprès de la Cour de justice de la Cedeao. Ils estiment en effet que le Sénégal n’a pas respecté ses engagements internationaux en l’empêchant de se porter candidat à l'élection présidentielle. Mais en mars 2019, la CEDEAO annonce rejeter la requête du fils de l’ancien président. La cour de justice de la Communauté économique des États d'Afrique de l'Ouest déboute Karim Wade, se déclarant incompétente dans les affaires intérieures du Sénégal,.
En février 2019, le PDS est la première force d’opposition et les sondages accordaient 15 % des intentions de vote à Karim Wade pour l'élection présidentielle.
Soutenu par son père, secrétaire général du PDS, Karim Wade et ses proches prennent de plus en plus d'importance dans la direction du parti. En avril 2019, Babacar Gaye, le porte-parole du parti est démis de ses fonctions. En août 2019, Abdoulaye Wade, remanie la direction du parti. Il écarte Oumar Sarr, secrétaire général adjoint au profit de Bara Gaye, un proche de Karim Wade. Karim Wade est aussi nommé secrétaire général adjoint « chargé de l'organisation, de la modernisation et de l'élaboration des stratégies politiques ». Mais ce contrôle accru de Karim Wade se fait au détriment d'autres hommes politiques libéraux (dont Oumar Sarr, Babacar Gaye et El Hadj Amadou Sall) qui finissent par s'éloigner du PDS et forment le parti Suqqali Sopi en juillet 2020,,.

#### Un héritage familial?
Marie Brossier, dans Cahiers d’études africaines, pose la question de l’héritage dans l'environnement politique Sénégalais. S'il existe en effet, dans certains pays africains, des « héritier.e.s biologiques positionné.e.s » comme Saïf al-Islam Kadhafi en Libye ou François Compaoré au Burkina Faso, elle montre que Karim Wade, qui a pourtant bénéficié de la position de son père pour accéder à des postes stratégiques, n’a pu émerger en tant que personnalité politique pouvant succéder à son père du fait notamment du contexte propre au Sénégal. À titre d’exemple, sa sœur Sindiély est nommée conseillère spéciale de son père, sans pour autant influer sur la vie politique nationale.

### Affaires judiciaires
Accusé de détournements de deniers publics, de corruption et d'enrichissement illicite (sa fortune est évaluée à plus d'un milliard d'euros), Karim Wade est placé en garde à vue le 15 avril 2013. Après une audition par la commission d'instruction de la Cour de répression de l'enrichissement illicite (CREI), de justifier dans un délai d'un mois sa « fortune et ses biens », il est inculpé, pour les trois chefs d'accusation) et écroué avec sept autres personnes qui lui sont proches le mercredi 18 avril à la prison de Rebeuss, dans le centre de Dakar. Le 23 mars 2015, il est blanchi des accusations de détournements de deniers publics et de corruption mais reconnu coupable d’enrichissement illicite et condamné à une peine de 6 ans de prison ferme et 138 milliards de FCFA d'amende (210 millions d'euros) par la Cour de répression de l'enrichissement illicite. Au cours de sa détention et avant le verdict du tribunal il est désigné par les instances de son parti, le PDS, candidat à l'élection présidentielle de 2017, finalement reportée à 2019. Le PDS dénonce un procès politique, tandis que pour contrer cet argument, le ministre de la Justice Sikidi Kaba souligne que Karim Wade garde ses droits civiques.
À la suite d'une plainte de ses avocats, le groupe de travail des Nations unies sur la détention arbitraire, lors de sa session d'avril 2015 a qualifié la détention de Karim Wade d'arbitraire. La Raddho a aussi dénoncé des manquements lors du procès de Karim Wade. En février 2016, les avocats de Karim Wade déposent une plainte en France, pays dont Karim Wade est citoyen, pour détention arbitraire.
Il est cité dans l'affaire des Panama Papers en avril 2016.
Dans la nuit du 24 juin 2016, Macky Sall, président de la République sénégalaise, par décret, gracie Karim Wade après trente-huit mois passés en détention. Le président gracie également deux autres co-accusés, Ibrahima Aboukhalil dit « Bibo Bourgi » et Alioune Samba Diassé. Cette mesure ne concerne que la peine d'emprisonnement restant à courir, les sanctions financières demeurent. Wade quitte alors le territoire sénégalais à bord du jet privé du procureur général du Qatar pour le Qatar, lequel négocie depuis plusieurs mois avec le Sénégal pour obtenir cette libération.
Selon un document émanant de la Banque mondiale, et communiqué à la CREI avant le procès sans que celle-ci ne le rende public, il n’existerait en réalité après analyse de dix ans de relevés bancaires, aucune preuve de lien financier entre Karim Wade et l’homme d’affaire libanais Ibrahima Aboukhalil. Le rédacteur, un ancien juge français, n'exclut toutefois pas l'existence de tels liens via des prête-noms.
En septembre 2016, le Tribunal de grande instance de Paris s'oppose à la saisie de biens de Karim Wade (un appartement dans le 16e arrondissement et un compte bancaire) dans le cadre d'une demande d'entraide judiciaire entre le France et le Sénégal. Le TGI considère qu'il n'y a ni corruption, ni blanchiment et donc qu'il n'y a pas lieu de saisir les biens,. Ce jugement est confirmé en appel le 14 mars 2018.
En juillet 2018, le tribunal correctionnel de Monaco s'oppose à la demande de la justice sénégalaise de saisir un compte de 2 millions d'euros détenu par Karim Wade dans l'affaire d'enrichissement illicite.

### 2022: élection locales
Selon un rapport d'experts indépendants rendu public en mai 2021, les candidatures de Karim Wade et de Khalifa Sall sont légales car ils n'ont pas été condamnés à une interdiction de l'exercice de ses droits civiques.
Pour les élections locales de 2022, le PDS fait dans un premier temps alliance avec entre autres le Pastef d'Ousmane Sonko, Taxawu Senegaal de Khalifa Sall, And-Jëf, Bokk Gis Gis au sein de la coalition Yewwi Askaan Wi. Mais les Wade décident de quitter cette coalition pour en créer une nouvelle. En octobre, la coalition Wallu Sénégal nait. Elle comprend le PDS et les partis And-Jëf et Bokk Gis Gis, soit les trois partis qui formaient déjà la Coalition gagnante Wattu Senegaal présente aux dernières élections législatives en 2017. Se rajoutent le Congrès de la renaissance démocratique, une coalition de 8 partis, et la coalition JOTNA, formée de 17 partis,. D’autres, à l’instar du Pastef d’Ousmane Sonko, refusent une alliance permettant de contrer la majorité présidentielle avec le parti de Karim Wade.
En 2021, il est toujours au Qatar, collaborant avec les autorités sur des sujets africains, comme l’entremise avec le Président de la RDC Félix Tshisekedi.

### Retour manqué sur la scène politique
En octobre 2022, le président Macky Sall propose une réforme de la loi qui permettrait l'amnistie des deux opposants, Karim Wade et Khalifa Sall. Cette proposition est vigoureusement combattue par Karim Wade et son parti, qui demandent à la place une révision du procès en vue de présenter son candidat à l'élection présidentielle de 2024,.
En août 2023, à l'issue d'un processus de « dialogue national » souhaité par le président Sall, l'Assemblée nationale adopte une modification du code électoral qui permet à une personne amnistiée (en l'occurrence Karim Wade) ou graciée d'être éligible.
En novembre 2023, le trésorier du parti de Karim Wade, dépose la caution de 45 000€ pour sa candidature à l'élection présidentielle de 2024, après la collecte d’au moins 44 500 parrainages citoyens. Le 23 décembre 2023, son dossier de candidature est déposé au Conseil constitutionnel.
Le 17 janvier 2024 est publiée au Journal officiel l'annonce que Karim Wade a renoncé à sa nationalité française.
Trois jours plus tard, le 20 janvier 2024, le Conseil constitutionnel sénégalais publie la liste officielle des candidats à l'élection présidentielle de 2024, liste sur laquelle ne figure pas Karim Wade. Sa candidature est refusée car au moment du dépôt du dossier (fin décembre), il possédait la double nationalité franco-sénégalaise. Deux jours avant l'élection, Karim Wade et le PDS appellent à voter pour Bassirou Diomaye Faye et dénoncent le « coup d'État électoral » organisé par Amadou Ba, le candidat du parti au pouvoir.

### Influence au Qatar
Depuis son installation au Qatar en 2016, Karim Wade joue un rôle économique important dans l'émirat et plus largement dans le golfe Persique. Il est décrit comme un des conseillers influents dans la gestion des investissements de la Qatar Investment Authority, le fonds souverain qatari, à direction de l'Afrique, sans toutefois exercer de fonction officielle dans QIA.